# Jimmy Neutron: El nen inventor
Jimmy Neutró: El nen inventor (títol original: Jimmy Neutron: Boy Genius) és una pel·lícula d'animació estatunidenca dirigida per John A. Davis i estrenada l'any 2001. Ha inspirat la sèrie de televisió Jimmy Neutron. S'ha doblat al català, i també es va publicar en DVD i VHS (amb el nou títol "Jimmy Neutron: El nen inventor").

## Argument
James Isaac Neutron, àlias Jimmy, és un noi que viu a Retroville. És un petit geni però a l'escola és l'ase dels cops d'alguns dels seus companys que el tracten de « capgròs », « nan », « model reduït » i l'anomenen « Neuneutron ». Jimmy està enamorat de Cindy Vortex, es barallen tot el temps per a no mostrar que s'estimen. Carl i Sheen són els millors amics de Jimmy i l'acompanyen per tot arreu.
Jimmy vol provar anar a un parc d'atraccions tot i que els seus pares s'hi oposen, però, mentre es allà, es segrestat.

## Repartiment (Veus originals)
- Debi Derryberry: Jimmy Neutron
- Patrick Stewart: el rei Goobot
- Martin Short: Ooblar
- Rob Paulsen: Carl Wheezer / el pare i la mare de Carl
- Carolyn Lawrence: Cindy Vortex / la mare de Cindy
- Jeffrey Garcia: Sheen Estevez
- Crystal Scales: Libby Folfax / Britney
- Frank Welker: Goddard / veus diverses
- Candi Milo: Nick Dean
- David L. Lander: guàrdia Yolkian / Gus
- Megan Cavanagh: Judy Neutron, la mare de Jimmy / VOX
- Mark DeCarlo: Hugh Neutron, el pare de Jimmy
- Carlos Alazraqui: el pare de Sheen

## Repartiment (Versió catalana)
- Ian Lleonart: Jimmy Neutron
- Jaume Comas: El rei Goobot
- Jaume Lleal: Ooblar
- José Javier Serrano: Carl Wheezer
- Núria Trifol: Cindy Vortex
- Aleix Estadella: Sheen Estevez
- Hernán Fernández: Nick Dean
- Juan Antonio Bernal: Judy Neutron, la mare de Jimmy
- María Moscardo: Hugh Neutron, el pare de Jimmy

## Nominacions
- Oscars 2001: Oscar a la millor pel·lícula d'animació

## Banda original
Les cançons del film Leave It Up To Me, A.C.'s Alien Nation i Go Jimmy, Jimmy són d'Aaron Carter. Els Backstreet Boys signen la cançó The Answer to Our Lives. Britney Spears interpreta Intimidatad.
La banda original comprèn també els singles Kids in America del grup No Secrets i Parents Just Don't Understand de Lil' Romeo, 3LW i Nick Cannon.